# Championnat du Salvador de football 1989-1990
Navigation
Saison précédente Saison suivante
La Primera División 1989-1990 est la trente-neuvième édition de la première division salvadorienne.
Lors de ce tournoi, le CD Luis Ángel Firpo a tenté de conserver son titre de champion du Salvador face aux neuf meilleurs clubs salvadoriens.
Chacun des dix clubs participant était confronté quatre fois aux neuf autres équipes. Puis les quatre meilleurs se sont affrontés lors d'une phase finale à la fin de la saison. Enfin, les vainqueurs de ces deux phases se sont disputé le titre de champion.
Seulement deux places étaient qualificatives pour la Coupe des champions de la CONCACAF et une place pour la Coupe des vainqueurs de coupe de la CONCACAF.

## Les 10 clubs participants
| \| Alba Ajacutla CD Águila CD Chalatenango Cojutepeque FC CD Águila CD Dragon Club Deportivo FAS CD Luis Ángel Firpo Alianza FC Atlético Marte CD Metapán \| Localisation des clubs engagés dans le championnat. |
| Alba Ajacutla CD Águila CD Chalatenango Cojutepeque FC CD Águila CD Dragon Club Deportivo FAS CD Luis Ángel Firpo Alianza FC Atlético Marte CD Metapán                                                           |

| Club                | Stade                        | Capacité          | Ville        |
| Alba Ajacutla       | Stade inconnu                | Capacité inconnue | Acajutla     |
| CD Águila           | Stade Juan Francisco Barraza | 10 000            | San Miguel   |
| Alianza FC          | Stade Cuscatlán              | 45 925            | San Salvador |
| CD Chalatenango     | Stade José Gregorio Martínez | 15 000            | Chalatenango |
| Cojutepeque FC (en) | Stade inconnu                | Capacité inconnue | Cojutepeque  |
| CD Dragon           | Stade Juan Francisco Barraza | 10 000            | San Miguel   |
| Club Deportivo FAS  | Stade Oscar Quiteño          | 15 000            | Santa Ana    |
| CD Luis Ángel Firpo | Stade Sergio Torres          | 5 000             | Usulután     |
| CD Atlético Marte   | Stade Cuscatlán              | 45 925            | San Salvador |
| CD Metapán          | Stade inconnu                | Capacité inconnue | Metapán      |

## Compétition
La compétition se déroule en trois phases :
- La phase de qualification : les trente-six journées de championnat.
- La phase finale : six journées de championnat entre les quatre meilleures équipes.
- La finale : une seule confrontation entre les deux vainqueurs des phases précédentes.

### Phase de qualification
Lors de la phase de qualification les dix équipes affrontent à quatre reprises les neuf autres équipes selon un calendrier tiré aléatoirement.
Les quatre meilleures équipes sont qualifiées pour la phase finale et le meilleur est qualifié directement pour la finale.
Le classement est établi sur l'ancien barème de points (victoire à 2 points, match nul à 1, défaite à 0).
Le départage final se fait selon les critères suivants :
- Le nombre de points.
- Un match d'appui pour départager les équipes.

#### Classement
| Rang | Équipe                  | Pts | J  | G  | N  | P  | Bp | Bc | Diff |
| ---- | ----------------------- | --- | -- | -- | -- | -- | -- | -- | ---- |
| 1    | Alianza FC              | 48  | 36 | 18 | 12 | 6  | 58 | 33 | +25  |
| 2    | CD Luis Ángel Firpo (T) | 45  | 36 | 15 | 15 | 6  | 54 | 31 | +23  |
| 3    | CD Atlético Marte       | 42  | 36 | 14 | 14 | 8  | 48 | 37 | +11  |
| 4    | Cojutepeque FC (en)     | 41  | 36 | 14 | 13 | 9  | 52 | 43 | +9   |
| 5    | CD Metapán              | 40  | 36 | 9  | 22 | 5  | 34 | 35 | -1   |
| 6    | Alba Ajacutla           | 39  | 36 | 13 | 13 | 10 | 42 | 37 | +5   |
| 7    | CD Águila               | 31  | 36 | 9  | 13 | 14 | 46 | 52 | -6   |
| 8    | Club Deportivo FAS      | 30  | 36 | 8  | 14 | 14 | 30 | 44 | -14  |
| 9    | CD Dragon (P)           | 29  | 36 | 8  | 13 | 15 | 42 | 50 | -8   |
| 10   | CD Chalatenango         | 15  | 36 | 3  | 9  | 24 | 18 | 62 | -44  |

| Légende : Qualifications et relégations | Légende : Qualifications et relégations                                                    |
| --------------------------------------- | ------------------------------------------------------------------------------------------ |
|                                         | Qualifié pour la phase finale                                                              |
|                                         | Relégué en Segunda División                                                                |
|                                         | En gras : Qualifié pour la finale (T) : Tenant du titre (P) : Promu de la saison 1988-1989 |

### La phase finale
Lors de la phase finale les quatre équipes affrontent à deux reprises les trois autres équipes selon un calendrier tiré aléatoirement.
Le classement est établi sur l'ancien barème de points (victoire à 2 points, match nul à 1, défaite à 0).
Le départage final se fait selon les critères suivants :
- Le nombre de points.
- Un match d'appui pour départager les équipes.

#### Classement
| Rang | Équipe                  | Pts | J | G | N | P | Bp | Bc | Diff |
| ---- | ----------------------- | --- | - | - | - | - | -- | -- | ---- |
| 1    | CD Luis Ángel Firpo (T) | 9   | 6 | 3 | 3 | 0 | 10 | 5  | +5   |
| 2    | Alianza FC              | 8   | 6 | 3 | 2 | 1 | 11 | 6  | +5   |
| 3    | CD Atlético Marte       | 6   | 6 | 2 | 2 | 2 | 12 | 10 | +2   |
| 4    | Cojutepeque FC (en)     | 1   | 6 | 0 | 1 | 5 | 5  | 17 | -12  |

| Légende : Qualifications et relégations | Légende : Qualifications et relégations                                                                                                 |
| --------------------------------------- | --- |
|                                         | Coupe des champions de la CONCACAF 1991 (1er Tour de qualification) Coupe des champions de la CONCACAF 1990 (1er Tour de qualification) |
|                                         | Coupe des vainqueurs de coupe de la CONCACAF 1991 (1re Phase de qualification)                                                          |
|                                         | En gras : Qualifié pour la finale (T) : Tenant du titre                                                                                 |

### Finale
| 23 avril 1990 | Alianza FC                             | 3:1   | CD Luis Ángel Firpo | Stade Cuscatlán |  |
|               | Toro 10e · Rodríguez 55e · Canales 79e | (1:0) | Cienfuegos 49e      |                 |  |

## Bilan du tournoi
| Tableau d'Honneur          |            |
| Compétition                | Vainqueur  |
| Primera División 1989-1990 | Alianza FC |

| Qualifications continentales 1990-1991                                    |                                |
| Coupe des champions de la CONCACAF                                        | Qualifiés                      |
| Premier tour de qualification (1990) Premier tour de qualification (1991) | Alianza FC CD Luis Ángel Firpo |
| Coupe des vainqueurs de coupe de la CONCACAF                              | Qualifiés                      |
| Première phase de qualification                                           | CD Atlético Marte              |

| Promotions et relégations   |                      |
| Relégué en Segunda División | CD Chalatenango      |
| Promu de Segunda División   | Fuerte San Francisco |